# Скороходово (Полтавская область)
Скорохо́дово (укр. Скороходове; до 2016 г. Артёмовка) — посёлок, Скороходовский поселковый совет, Чутовский район, Полтавская область, Украина.
Является административным центром Скороходовского поселкового совета, в который, кроме того, входят сёла Кохановка, Павловка, Степановка и Шевченковка.

## Географическое положение
Посёлок городского типа Скороходово находится на пересечении железной дороги Полтава — Люботин (станция Скороходово) и автомобильной дороги Т-1722. На расстоянии в 1 км расположены сёла Кочубеевка, Кохановка и Степановка. По селу протекает пересыхающий ручей с запрудой.

## История
Селение возникло в 1903—1905 годы.
В 1938 — присвоен статус посёлок городского типа.
В июне 1940 года здесь начал работу хлебоприёмный пункт «Заготзерно».
Во время Великой Отечественной войны в 1941—1943 гг. посёлок находился под немецкой оккупацией.
В 1969 году население составляло 6,9 тыс. человек, здесь действовали сахарный комбинат, авторемонтный завод и молочный завод.
По состоянию на начало 1978 года здесь действовали сахарный комбинат, авторемонтный завод, асфальтовый завод, молочный завод, две общеобразовательные школы и Дом культуры.
В январе 1989 года численность населения составляла 4322 человека.
В мае 1995 года Кабинет министров Украины утвердил решение о приватизации находившегося здесь авторемонтного завода.
В январе 2007 года было возбуждено дело о банкротстве Артёмовского авторемонтного завода, 7 июля 2011 года он был признан банкротом и в дальнейшем прекратил существование.
По состоянию на 1 января 2025 года численность населения составляла 2996 человек.

## Экономика
- ОАО «Скороходовский молокозавод» — 22 апреля 2010 года возбуждено дело о банкротстве[11]
- ГП «Хлебная база № 88»[12].
- ПП Коротич С. В.
- ФХ «Заря».
- Артемовский филиал ООО СП «НИБУЛОН».

## Объекты социальной сферы
- Школа.
- Дом культуры.
- Два детских сада.

## Известные жители
- Артюшенко, Александр Трофимович (1921—1997) — пулемётчик в Великой Отечественной войне, полный кавалер ордена Славы.
- Кабаковский, Григорий Самойлович (1909—1959) — командир роты в Великой Отечественной войне, Герой Советского Союза.